# Seznam spoluknížat Andorry

Znak urgelského biskupa, duchovního spoluknížete Andorry

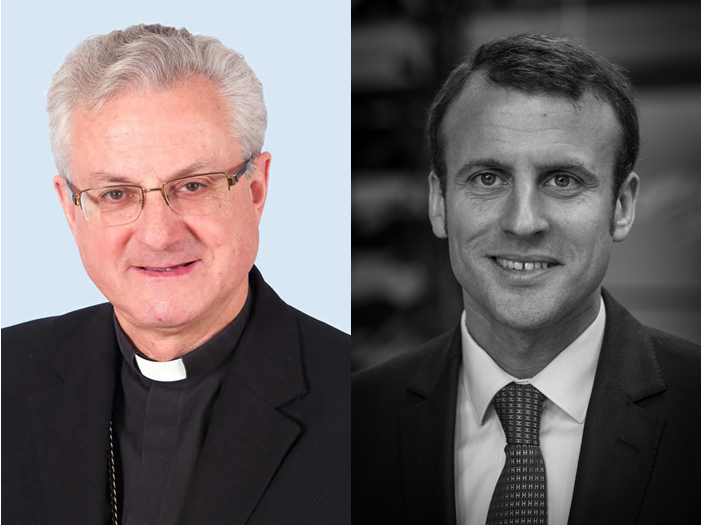
Spoluknížata Andorry, Vives i Sicília a Emmanuel Macron

Tento seznam spoluknížat Andorry zahrnuje urgelské biskupy a francouzské panovníky (prezidenty), kteří spoluvládli v Andorrském knížectví. 
Titul andorrského spoluknížete náleží ex officio urgellskému biskupovi a francouzskému prezidentovi. Původně titul andorrských spoluknížat náležel hrabatům z Foix. V roce 1472 titul hrabat z Foix a tím i titul andorrských spoluknížat připadl navarrským králům. V roce 1572 získal titul navarrského krále francouzský král Jindřich IV., titul spoluknížete Andorry je od té doby spjat s francouzskou hlavou státu.
| Biskupský spolukníže                                                                       | Doba vlády                       | Francouzský spolukníže                                            | Doba vlády                       |
| ------------------------------------------------------------------------------------------ | -------------------------------- | ----------------------------------------------------------------- | -------------------------------- |
| Biskupové z Urgellu                                                                        | Biskupové z Urgellu              | Hrabata z Foix                                                    | Hrabata z Foix                   |
| Biskupové z Urgellu                                                                        | Biskupové z Urgellu              | Dynastie Foix                                                     |                                  |
| Petr d'Urtx                                                                                | 1278–1293                        | Roger-Bernard III.                                                | 1278–1302                        |
| Vilém z Montcady                                                                           | 1295–1308                        | Roger-Bernard III.                                                | 1278–1302                        |
| Vilém z Montcady                                                                           | 1295–1308                        | Dynastie Foix-Béarn                                               |                                  |
| Vilém z Montcady                                                                           | 1295–1308                        | Gaston I.                                                         | 1302–1315                        |
| Ramon Trebaylla                                                                            | 1309–1326                        | Gaston I.                                                         | 1302–1315                        |
| Ramon Trebaylla                                                                            | 1309–1326                        | Gaston II. z Foix-Bearne                                          | 1315–1343                        |
| Arnau de Llordà                                                                            | 1326–1341                        | Gaston II. z Foix-Bearne                                          | 1315–1343                        |
| Petr z Narbony                                                                             | 1341–1347                        | Gaston II. z Foix-Bearne                                          | 1315–1343                        |
| Petr z Narbony                                                                             | 1341–1347                        | Gaston III. Fébus                                                 | 1343–1391                        |
| Nicolau Capoci                                                                             | 1348–1351                        | Gaston III. Fébus                                                 | 1343–1391                        |
| Hugó Desbach                                                                               | 1351–1361                        | Gaston III. Fébus                                                 | 1343–1391                        |
| Vilém Arnau de Patau                                                                       | 1362–1364                        | Gaston III. Fébus                                                 | 1343–1391                        |
| Pere de Luna                                                                               | 1365–1370                        | Gaston III. Fébus                                                 | 1343–1391                        |
| Berenguer d'Erill i de Pallars                                                             | 1371–1388                        | Gaston III. Fébus                                                 | 1343–1391                        |
| Galcerand z Vilanovy                                                                       | 1388–1396                        | Gaston III. Fébus                                                 | 1343–1391                        |
| Galcerand z Vilanovy                                                                       | 1388–1396                        | Matyáš                                                            | 1391–1396                        |
| První anexe Aragonií V roce 1396 byla Andorra krátce anektována Aragonskou korunou.        |                                  |                                                                   |                                  |
| Biskupové z Urgellu (restaurace)                                                           | Biskupové z Urgellu (restaurace) | Hrabata z Foix (restaurace)                                       | Hrabata z Foix (restaurace)      |
| Biskupové z Urgellu (restaurace)                                                           | Biskupové z Urgellu (restaurace) | Dynastie Foix-Béarn (restaurace)                                  |                                  |
| Galcerand z Vilanovy (restaurace)                                                          | 1396–1415                        | Matyáš (restaurace)                                               | 1396–1398                        |
| Galcerand z Vilanovy (restaurace)                                                          | 1396–1415                        | Izabela                                                           | 1398–1413                        |
| Galcerand z Vilanovy (restaurace)                                                          | 1396–1415                        | Dynastie Foix-Grailly                                             |                                  |
| Galcerand z Vilanovy (restaurace)                                                          | 1396–1415                        | Jan I.                                                            | 1413–1436                        |
| František de Tovia                                                                         | 1416–1436                        | Jan I.                                                            | 1413–1436                        |
| František de Tovia                                                                         | 1416–1436                        | Gaston IV                                                         | 1436–1472                        |
| Arnau Roger de Pallars                                                                     | 1437–1461                        | Gaston IV                                                         | 1436–1472                        |
| Jaume z Cardony i de Gandia                                                                | 1462–1466                        | Gaston IV                                                         | 1436–1472                        |
| Roderic de Borja i Escrivà                                                                 | 1467–1472                        | Gaston IV                                                         | 1436–1472                        |
| Petr z Cardony                                                                             | 1472–1512                        | Králové navarrští                                                 | Králové navarrští                |
| Petr z Cardony                                                                             | 1472–1512                        | František Phoebus                                                 | 1472–1483                        |
| Petr z Cardony                                                                             | 1472–1512                        | Kateřina                                                          | 1483–1512                        |
| Druhá anexe Aragonií V letech 1512–1513 byla Andorra krátce anektována Aragonskou korunou. |                                  |                                                                   |                                  |
| Biskupové z Urgellu (restaurace)                                                           | Biskupové z Urgellu (restaurace) | Králové navarrští (restaurace)                                    | Králové navarrští (restaurace)   |
| Biskupové z Urgellu (restaurace)                                                           | Biskupové z Urgellu (restaurace) | Dynastie Foix-Grailly (restaurace)                                |                                  |
| Petr z Cardony (restaurace)                                                                | 1513–1515                        | Kateřina (restaurace)                                             | 1513–1517                        |
| Joan Despés                                                                                | 1515–1530                        | Kateřina (restaurace)                                             | 1513–1517                        |
| Joan Despés                                                                                | 1515–1530                        | Dynastie Albret                                                   |                                  |
| Joan Despés                                                                                | 1515–1530                        | Jindřich II.                                                      | 1517–1555                        |
| Pedro Jordà de Urríes                                                                      | 1532–1533                        | Jindřich II.                                                      | 1517–1555                        |
| František de Urríes                                                                        | 1534–1551                        | Jindřich II.                                                      | 1517–1555                        |
| Miquel Despuig                                                                             | 1552–1556                        | Jindřich II.                                                      | 1517–1555                        |
| Miquel Despuig                                                                             | 1552–1556                        | Jana III.                                                         | 1555–1572                        |
| Joan Pérez García de Oliván                                                                | 1556–1560                        | Jana III.                                                         | 1555–1572                        |
| Petr z Castelletu                                                                          | 1561–1571                        | Jana III.                                                         | 1555–1572                        |
| Joan Dimas Loris                                                                           | 1572–1576                        | Dynastie Bourbonská                                               | Dynastie Bourbonská              |
| Joan Dimas Loris                                                                           | 1572–1576                        | Jindřich III. Jindřich IV. Francouzský                            | 1572–1610                        |
| Miquel Jeroni Morell                                                                       | 1577–1579                        | Jindřich III. Jindřich IV. Francouzský                            | 1572–1610                        |
| Hugó Ambrós de Montcada                                                                    | 1580–1586                        | Jindřich III. Jindřich IV. Francouzský                            | 1572–1610                        |
| Andreu Capella                                                                             | 1587–1609                        | Jindřich III. Jindřich IV. Francouzský                            | 1572–1610                        |
| Bernat de Salbà i de Salbà                                                                 | 1610–1620                        | Ludvík II. (Ludvík XIII. Francouzský)                             | 1610–1620                        |
| Luís Díes Aux de Armendáriz                                                                | 1621–1627                        | Francouzští králové                                               | Francouzští králové              |
| Luís Díes Aux de Armendáriz                                                                | 1621–1627                        | Ludvík XIII.                                                      | 1620–1643                        |
| Antonín Pérez                                                                              | 1627–1633                        | Ludvík XIII.                                                      | 1620–1643                        |
| Pau Duran                                                                                  | 1634–1651                        | Ludvík XIII.                                                      | 1620–1643                        |
| Pau Duran                                                                                  | 1634–1651                        | Ludvík XIV.                                                       | 1643–1715                        |
| Joan Manuel de Espinosa                                                                    | 1655–1663                        | Ludvík XIV.                                                       | 1643–1715                        |
| Melcior Palau i Boscà                                                                      | 1664–1670                        | Ludvík XIV.                                                       | 1643–1715                        |
| Petr de Copons i de Teixidor                                                               | 1671–1681                        | Ludvík XIV.                                                       | 1643–1715                        |
| Joan Desbach Martorell                                                                     | 1682–1688                        | Ludvík XIV.                                                       | 1643–1715                        |
| Oleguer de Montserrat Rufet                                                                | 1689–1694                        | Ludvík XIV.                                                       | 1643–1715                        |
| Julià Cano Thebar                                                                          | 1695–1714                        | Ludvík XIV.                                                       | 1643–1715                        |
| Simeó de Guinda y Apeztegui                                                                | 1714–1737                        | Ludvík XIV.                                                       | 1643–1715                        |
| Simeó de Guinda y Apeztegui                                                                | 1714–1737                        | Ludvík XV.                                                        | 1715–1774                        |
| Jordi Curado y Torreblanca                                                                 | 1738–1747                        | Ludvík XV.                                                        | 1715–1774                        |
| Sebastià de Victoria Emparán y Loyola                                                      | 1747–1756                        | Ludvík XV.                                                        | 1715–1774                        |
| František Josep Catalán de Ocón                                                            | 1757–1762                        | Ludvík XV.                                                        | 1715–1774                        |
| František Fernández de Xátiva y Contreras                                                  | 1763–1771                        | Ludvík XV.                                                        | 1715–1774                        |
| Joaquín de Santiyán y Valdivielso                                                          | 1772–1779                        | Ludvík XV.                                                        | 1715–1774                        |
| Joaquín de Santiyán y Valdivielso                                                          | 1772–1779                        | Ludvík XVI.                                                       | 1774–1792                        |
| Juan de García y Montenegro                                                                | 1780–1783                        | Ludvík XVI.                                                       | 1774–1792                        |
| Josep de Boltas                                                                            | 1785–1795                        | Ludvík XVI.                                                       | 1774–1792                        |
| Josep de Boltas                                                                            | 1785–1795                        | Francouzská první republika Francie se dočasně vzdává spoluvlády. |                                  |
| František Antonín de la Dueña y Cisneros                                                   | 1797–1816                        |                                                                   |                                  |
| František Antonín de la Dueña y Cisneros                                                   | 1797–1816                        | Francouzští panovníci                                             |                                  |
| František Antonín de la Dueña y Cisneros                                                   | 1797–1816                        | Dynastie Bonaparte                                                |                                  |
| František Antonín de la Dueña y Cisneros                                                   | 1797–1816                        | Napoleon I.                                                       | 1806–1814                        |
| František Antonín de la Dueña y Cisneros                                                   | 1797–1816                        | Francouzští králové (restaurace)                                  |                                  |
| František Antonín de la Dueña y Cisneros                                                   | 1797–1816                        | Dynastie Bourbon (restaurace)                                     |                                  |
| František Antonín de la Dueña y Cisneros                                                   | 1797–1816                        | Ludvík XVIII.                                                     | 1814–1815                        |
| František Antonín de la Dueña y Cisneros                                                   | 1797–1816                        | Francouzští panovníci (restaurace)                                |                                  |
| František Antonín de la Dueña y Cisneros                                                   | 1797–1816                        | Dynastie Bonaparte (restaurace)                                   |                                  |
| František Antonín de la Dueña y Cisneros                                                   | 1797–1816                        | Napoleon I. (restaurace)                                          | 1815                             |
| František Antonín de la Dueña y Cisneros                                                   | 1797–1816                        | Napoleon II.                                                      | 1815                             |
| Bernat Francés y Caballero                                                                 | 1817–1824                        | Francouzští králové (restaurace)                                  | Francouzští králové (restaurace) |
| Bernat Francés y Caballero                                                                 | 1817–1824                        | Dynastie Bourbon (restaurace)                                     |                                  |
| Bernat Francés y Caballero                                                                 | 1817–1824                        | Ludvík XVIII. (restaurace)                                        | 1815–1824                        |
| Bonifác López y Pulido                                                                     | 1824–1827                        | Karel X.                                                          | 1824–1830                        |
| Simó de Guardiola y Hortoneda                                                              | 1827–1851                        | Karel X.                                                          | 1824–1830                        |
| Simó de Guardiola y Hortoneda                                                              | 1827–1851                        | Dynastie Orléans                                                  |                                  |
| Simó de Guardiola y Hortoneda                                                              | 1827–1851                        | Ludvík Filip                                                      | 1830–1848                        |
| Simó de Guardiola y Hortoneda                                                              | 1827–1851                        | Prezidenti druhé francouzské republiky                            |                                  |
| Simó de Guardiola y Hortoneda                                                              | 1827–1851                        | Ludvík Napoléon Bonaparte                                         | 1848–1852                        |
| Simó de Guardiola y Hortoneda                                                              | 1827–1851                        | Francouzští panovníci (restaurace)                                |                                  |
| Simó de Guardiola y Hortoneda                                                              | 1827–1851                        | Dynastie Bonaparte (restaurace)                                   |                                  |
| Simó de Guardiola y Hortoneda                                                              | 1827–1851                        | Napoleon III.                                                     | 1852–1870                        |
| Josep Caixal i Estradé                                                                     | 1853–1879                        | Napoleon III.                                                     | 1852–1870                        |
| Josep Caixal i Estradé                                                                     | 1853–1879                        | Prezidenti třetí francouzské republiky                            |                                  |
| Josep Caixal i Estradé                                                                     | 1853–1879                        | Ludvík-Adolphe Thiers                                             | 1871–1873                        |
| Josep Caixal i Estradé                                                                     | 1853–1879                        | Patrice MacMahon                                                  | 1873–1879                        |
| Salvador Casañas i Pagés                                                                   | 1879–1901                        | Jules Grévy                                                       | 1879–1887                        |
| Salvador Casañas i Pagés                                                                   | 1879–1901                        | Sadi Carnot                                                       | 1887–1894                        |
| Salvador Casañas i Pagés                                                                   | 1879–1901                        | Jan Casimir-Perier                                                | 1894–1895                        |
| Salvador Casañas i Pagés                                                                   | 1879–1901                        | Félix Faure                                                       | 1895–1899                        |
| Salvador Casañas i Pagés                                                                   | 1879–1901                        | Émile Loubet                                                      | 1899–1906                        |
| Ramon Riu i Cabanes                                                                        | 1901                             | Émile Loubet                                                      | 1899–1906                        |
| Toribio Martín (jednající)                                                                 | 1902                             | Émile Loubet                                                      | 1899–1906                        |
| Joan Josep Laguarda i Fenollera                                                            | 1902–1906                        | Émile Loubet                                                      | 1899–1906                        |
| Josep Pujargimzú (jednající)                                                               | 1907                             | Clément Armand Fallières                                          | 1906–1913                        |
| Juan Benlloch i Vivó                                                                       | 1907–1919                        | Clément Armand Fallières                                          | 1906–1913                        |
| Juan Benlloch i Vivó                                                                       | 1907–1919                        | Raymond Poincaré                                                  | 1913–1920                        |
| Jaume Viladrich i Gaspa (jednající)                                                        | 1919–1920                        | Raymond Poincaré                                                  | 1913–1920                        |
| Justí Guitart i Vilardebó                                                                  | 1920–1940                        | Paul Deschanel                                                    | 1920                             |
| Justí Guitart i Vilardebó                                                                  | 1920–1940                        | Alexandre Millerand                                               | 1920–1924                        |
| Justí Guitart i Vilardebó                                                                  | 1920–1940                        | Gaston Doumergue                                                  | 1924–1931                        |
| Justí Guitart i Vilardebó                                                                  | 1920–1940                        | Paul Doumer                                                       | 1931–1932                        |
| Justí Guitart i Vilardebó                                                                  | 1920–1940                        | Albert Lebrun                                                     | 1932–1940                        |
| Ricard Fornesa (jednající)                                                                 | 1940–1943                        | Hlavy francouzského státu                                         | Hlavy francouzského státu        |
| Ricard Fornesa (jednající)                                                                 | 1940–1943                        | Filip Pétain                                                      | 1940–1944                        |
| Ramon Iglesias i Navarri                                                                   | 1943–1969                        | Filip Pétain                                                      | 1940–1944                        |
| Ramon Iglesias i Navarri                                                                   | 1943–1969                        | Předsedové provizorní vlády                                       |                                  |
| Ramon Iglesias i Navarri                                                                   | 1943–1969                        | Charles de Gaulle                                                 | 1944–1946                        |
| Ramon Iglesias i Navarri                                                                   | 1943–1969                        | Félix Gouin                                                       | 1946                             |
| Ramon Iglesias i Navarri                                                                   | 1943–1969                        | Georges Bidault                                                   | 1946–1947                        |
| Ramon Iglesias i Navarri                                                                   | 1943–1969                        | Prezidenti čtvrté francouzské republiky                           |                                  |
| Ramon Iglesias i Navarri                                                                   | 1943–1969                        | Vincent Auriol                                                    | 1947–1954                        |
| Ramon Iglesias i Navarri                                                                   | 1943–1969                        | René Coty                                                         | 1954–1959                        |
| Ramon Iglesias i Navarri                                                                   | 1943–1969                        | Prezidenti páté francouzské republiky                             |                                  |
| Ramon Iglesias i Navarri                                                                   | 1943–1969                        | Charles de Gaulle                                                 | 1959–1969                        |
| Ramon Malla Call (jednající)                                                               | 1969–1971                        | Georges Pompidou                                                  | 1969–1974                        |
| Joan Martí i Alanis                                                                        | 1971–2003                        | Georges Pompidou                                                  | 1969–1974                        |
| Joan Martí i Alanis                                                                        | 1971–2003                        | Valéry Giscard d'Estaing                                          | 1974–1981                        |
| Joan Martí i Alanis                                                                        | 1971–2003                        | François Mitterrand                                               | 1981–1995                        |
| Joan Martí i Alanis                                                                        | 1971–2003                        | Jacques Chirac                                                    | 1995–2007                        |
| Joan Enric Vives Sicília                                                                   | 2003–                            | Jacques Chirac                                                    | 1995–2007                        |
| Joan Enric Vives Sicília                                                                   | 2003–                            | Nicolas Sarkozy                                                   | 2007–2012                        |
| Joan Enric Vives Sicília                                                                   | 2003–                            | François Hollande                                                 | 2012–2017                        |
| Joan Enric Vives Sicília                                                                   | 2003–                            | Emmanuel Macron                                                   | 2017–                            |